# Ларедо-Ранчеттес (Техас)
Ларедо-Ранчеттес (англ. Laredo Ranchettes) — переписна місцевість (CDP) в США, в окрузі Вебб штату Техас. Населення — 21 особа (2020).

## Географія
Ларедо-Ранчеттес розташоване за координатами 27°29′28″ пн. ш. 99°21′36″ зх. д. / 27.49111° пн. ш. 99.36000° зх. д. (27.491176, -99.360005).  За даними Бюро перепису населення США в 2010 році переписна місцевість мала площу 1,52 км², з яких 1,51 км² — суходіл та 0,01 км² — водойми.

## Демографія
Згідно з переписом 2010 року, у переписній місцевості мешкали 22 особи в 6 домогосподарствах у складі 6 родин. Густота населення становила 14 осіб/км².  Було 9 помешкань (6/км²).
Расовий склад населення:
| - 100,0 % — білих |

До двох чи більше рас належало 0,0 %. Частка іспаномовних становила 100,0 % від усіх жителів.
За віковим діапазоном населення розподілялося таким чином: 36,4 % — особи молодші 18 років, 54,5 % — особи у віці 18—64 років, 9,1 % — особи у віці 65 років та старші. Медіана віку мешканця становила 29,5 року. На 100 осіб жіночої статі у переписній місцевості припадало 100,0 чоловіків;  на 100 жінок у віці від 18 років та старших — 100,0 чоловіків також старших 18 років.
Цивільне працевлаштоване населення становило 0 осіб. 